# 멜러니 사프카

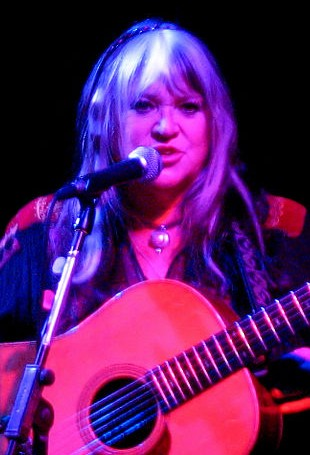
멜라니 사프카

멜러니 사프카(Melanie Safka, 1947년 2월 3일 ~ 2024년 1월 23일)는 미국의 가수이다.
뉴욕주 브루클린에서 태어났다. 아버지는 무명 그룹의 연주인이었고 어머니는 블루스 및 재즈 가수인 음악 가정에서 성장하였다. 16세 때부터 카페나 클럽에서 노래를 부르기 시작한 그녀는 한동안 연극을 공부하기도 하였다. 1969년에 앨범 《Born To Be》를 발매하였고 1970년에 앨범 《Candles In The Rain》을 발표하여 〈Lay Down〉이 인기를 얻었다. 1971년 작 〈Brand New Key〉와 1972년 작 〈Nickel Song〉, 1973년 작 〈Saddest Thing〉, 1978년에 빌보드 챠트 6위에 올랐던 < Dust in the Wind >은 아직도 많은 사랑을 받고 있다.

## 참고 문헌
- 이 문서에는 다음커뮤니케이션(현 카카오)에서 GFDL 또는 CC-SA 라이선스로 배포한 글로벌 세계대백과사전의 내용을 기초로 작성된 글이 포함되어 있습니다.